# 藍色八開筆記簿
《蓝色八開筆記簿》是弗朗茨·卡夫卡于 1917年末至1919年6月撰写的八本笔记本。
此書名由是由卡夫卡的遗嘱执行人馬克斯·布蘭德所命名，此書收錄卡夫卡生前並未發表，並寫於八本八開筆記本的的遺稿。
除了藍色八開筆記簿，也有卡夫卡所撰寫的四開筆記簿。
与卡夫卡的其他普通日记相比，八开本的内容更具哲学性和文学性，所以布蘭德在1948年出版《卡夫卡的日记》时，决定不收錄八开本的內容，並將八開本以單行本的方式出版。
八開本後來與其他卡夫卡留下的殘篇或雜談一同出版。這些作品首度於《最亲爱的父亲：故事和其他作品》（ Schocken Books，1954年）出現。

## 分析
從1917年末到1919年6月，卡夫卡不再繼續寫日记，而是開始在這些八開筆記本，書中大部分是格言或語錄。这些笔记本包含一些作品或劇情的片段，但与卡夫卡的许多作品一样，情節多為暗示人類處境作為主題。这些笔记本也包含了卡夫卡对犹太的兴趣。
在写这些笔记本的时候，卡夫卡正在读克尔凯郭尔的《恐惧与颤抖》 。

## 補充
卡夫卡生前立下遺囑，要求遺囑執行人布蘭德燒毀卡夫卡生前所撰寫的所有未出版遺稿，但布蘭德並未照做，取而代之的，在卡夫卡死後大量出版遺稿，藍色八開筆記本為眾多出版的遺稿之一。